# 충격시험

샤르피 충격 시험. V자 노치를 판 시편을 설치(왼쪽 위 그림)한 뒤, 해머를 들어올려 충격을 가한다.

충격시험(衝擊試驗, impact test)은 충격에 대해 재료가 저항하는 성질을 인성이라고 하며, 인성을 알아보는 시험이다. 충격시험 방법 중에 샤르피 충격 시험이 있다. 재료를 10mm정도 두께의 판으로 만들고 가운데에 작은 홈(Notch)을 판다. 시험장치에 시편을 설치하고 온도를 달리한 상태에서 해머로 충격을 가한다. 이를 통해 샤르피 흡수 에너지, 샤르피 충격치, 천이온도(transition temperature)를 알 수 있다. 대한민국에서는 KS B 0810 충격시험에 시험에 관한 자세한 사항을 정하고 있다.

시편의 규격
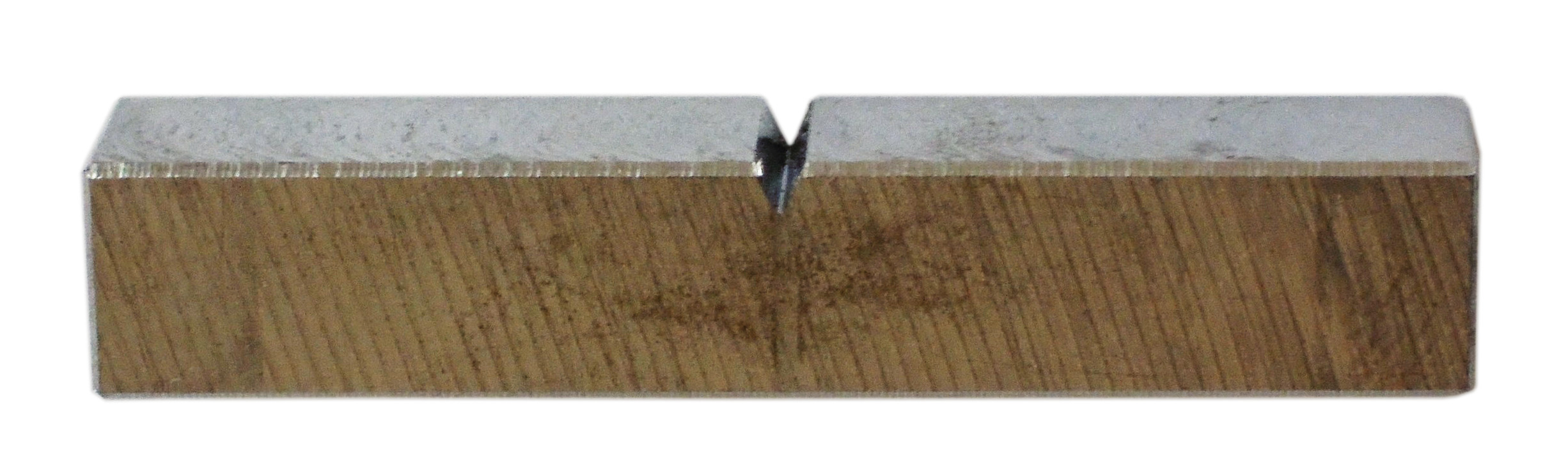
파괴 전 시편
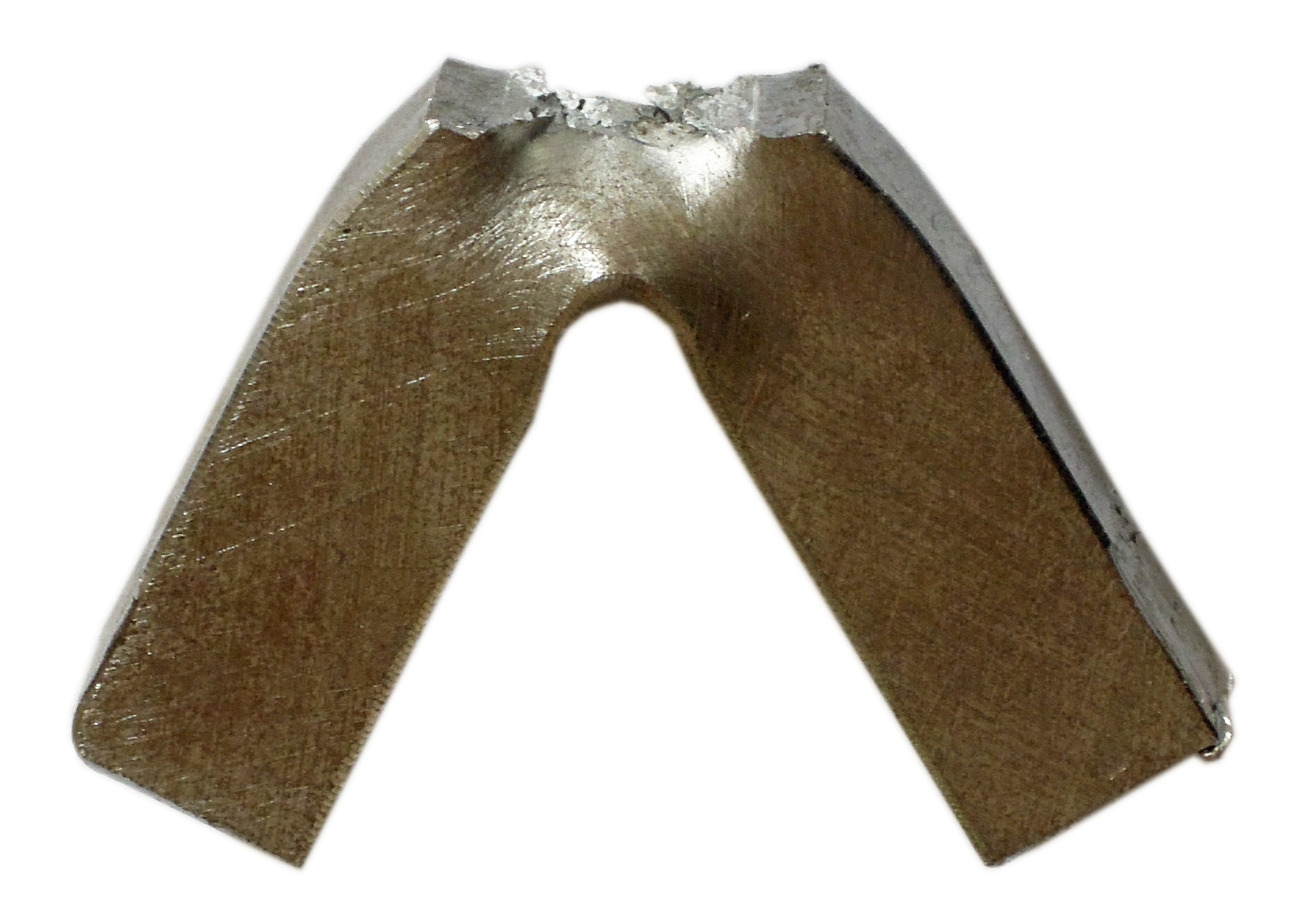
시험 후 시편

## 참고 문헌
- 한국강구조학회 (2019). 《강구조공학》. 구미서관. 29쪽.